# Cars 2
Cars 2 ist ein US-amerikanischer Animationsfilm, der am 28. Juli 2011 (in Deutschland) erschien und von Pixar produziert wurde. Er stellt die Fortsetzung des 2006 erschien Films Cars dar. Im Film reisen das Rennauto Lightning McQueen (gesprochen von Manou Lubowski) und sein Freund Hook, der Abschleppwagen (gesprochen von Reinhard Brock), nach Japan und Europa, um am World Grand Prix teilzunehmen, jedoch wird Hook vom britischen Geheimdienst mit einem amerikanischen Agenten verwechselt.
John Lasseter führte Regie, während Brad Lewis Ko-Regisseur war. Außerdem war Cars 2 seit dem originalen Cars der erste Film, in dem John Lasseter wieder Regie führte.
Der Film wurde von Walt Disney Pictures verlegt und erschien in den Vereinigten Staaten am 24. Juni 2011. Er wurde bereits 2008 – für 2012 – unter anderem zusammen mit Oben angekündigt und ist bereits der 12. animierte Film aus diesem Studio.

## Handlung
Nachdem Lightning McQueen zum vierten Mal den Piston Cup gewonnen hat, kehrt er in die kleine Stadt Radiator Springs zurück. Miles Axlerod, ein ehemaliger Öltycoon, berichtet im Fernsehen von seinem Umbau in ein Elektrofahrzeug und wirbt für umweltfreundliche Energie. Zu diesem Zweck ruft er den ersten „World Grand Prix“ ins Leben, wo die Autos mit dem von ihm entwickelten umweltfreundlichen Allinol-Treibstoff angetrieben werden. Obwohl Lightning McQueen die Teilnahme zunächst ablehnt, sagt er aufgrund der Provokationen des italienischen Formel-1-Rennwagens Francesco Bernoulli doch zu.
Währenddessen bohren unzählige „Gurken“-Autos unter der Leitung von Professor Zündapp und einem unbekannten Anführer im Meer nach Erdöl, nachdem sie auf das größte Ölfeld der Welt gestoßen sind. Zündapps Plan ist es, die mit Allinol betankten Autos des World Grand Prix mithilfe einer als Fernsehkamera getarnten Strahlenkanone zu entzünden, um Allinol als gefährlich darzustellen und sich so die Profite aus dem Ölfeld zu sichern.
Das erste Rennen des World Grand Prix findet in Tokio statt. Der britische Agent Finn McMissile und seine Gehilfin Holley Shiftwell versuchen das Komplott aufzudecken und wollen zu diesem Zweck während des Rennens den amerikanischen Informanten Rod Redline zu einer Übergabe von Beweismitteln treffen. Redline wird jedoch von Zündapps Handlangern gefangen genommen, schafft es jedoch, Hook die Beweismittel unterzuschieben. Finn McMissile und Holley Shiftwell werden so zu Hook geführt, den sie mit Redline verwechseln. Über den Teamfunk von Lightning McQueens Team nehmen sie Kontakt zu ihm auf und lotsen ihn aus der Box weg. McQueen, der während des Rennens von all dem nichts bemerkt, begeht aufgrund des Gesprächs einen Fahrfehler und unterliegt knapp Francesco Bernoulli. Daraufhin, und aufgrund McQueens Beschwerden über Hooks Verhalten während der Willkommensparty am Tag zuvor kommt es zum Zerwürfnis mit Hook, welcher enttäuscht die Heimreise antritt.
Das zweite Rennen des Grand Prix findet in Porto Corsa in Italien statt, wo gleichzeitig ein Treffen der „Gurken“ unter Professor Zündapp stattfindet. Hook wird von McMissile und Shiftwell eingeschleust, um Informationen zu sammeln. Während des Rennens setzen die „Gurken“ ihre Kanone ein und treffen den Großteil der Teilnehmer. Als nun die vermeintliche Gefahr des Allinol-Treibstoffs bekannt wird, erklärt Axlerod während des letzten Rennens in London darauf zu verzichten. Lightning McQueen beschließt jedoch, nachdem er das Rennen gewonnen hat, trotzdem mit Allinol zu fahren und gibt dies in einem Fernsehinterview bekannt. Daraufhin beschließen die „Gurken“, McQueen im letzten Rennen mit der Kanone anzugreifen. Als Hook dies hört, fliegt dessen Tarnung auf und er wird gemeinsam mit Finn McMissile und Holley Shiftwell gefangen genommen.
Hook hat einen Traum, der ihm sein Verhalten aus der Sichtweise anderer zeigt und wacht daraufhin im Big Bentley in London auf, wo McMissile und Shiftwell an die Zahnräder des Uhrwerks gefesselt sind. Er kann sich befreien und macht sich auf, um seine Freunde vor einer Bombe in McQueens Box zu warnen, nichtwissend dass die Gurken die Bombe an seinem Kühler befestigt haben. Während des Rennens versuchen die „Gurken“, McQueen mit der Kanone abzuschießen, welche jedoch keinen Effekt auf ihn zeigt. Daraufhin beschließen sie, McQueen und Hook zu verfolgen und zu töten, was jedoch von McMissile, Shiftwell und McQueens Freunden verhindert wird. Als sie schließlich Professor Zündapp gefangen nehmen können, offenbart dieser, dass nur der Erbauer der Bombe diese durch seine Stimme wieder deaktivieren könne. Hook findet heraus, dass Miles Axlerod der geheime Kopf der Verschwörung ist und konfrontiert ihn damit. Hook erkannte ihn durch ein Foto seiner Motorumbauten, Axlerod bestreitet die Anschuldigungen zunächst, deaktiviert jedoch kurz vor Ablauf des Countdowns die Bombe und gesteht damit die Tat.
Als Dank für die Aufdeckung der Verschwörung wird Hook bald darauf von der Queen zum Ritter geschlagen und kehrt mit seinen Freunden nach Radiator Springs zurück, wo sie den inoffiziellen „Radiator Springs Grand Prix“ veranstalten. Zum Schluss wird aufgeklärt, warum die Strahlenkanone keinen Einfluss auf McQueen hatte: Sein Team hatte das Allinol heimlich gegen richtiges Bio-Benzin ausgetauscht.

## Kritik
Laut Rotten Tomatoes wurde der Film mit 39 % positiven Kritiken bei einem durchschnittlichen Rating von 5,5 von 10 eher mittelmäßig bis schlecht bewertet.

„Ein überbunter, reizüberfrachteter Computeranimationsfilm, der sich am Agenten-Subplot weitgehend überhebt. Allenfalls dank der gefälligen 3D-Ästhetik und vieler Pointen unterhält er noch recht akzeptabel.“

„Der zweite Teil von ‚Cars‘ drückt mächtig aufs Gas, doch den Abenteuern rund um den Rennwagen Lightning McQueen fehlt der übliche Charme von Pixar-Produktionen.“

„Nach so vielen Filmen, die fantasievoll und herzerwärmend erzählt waren, scheint die außergewöhnliche Pixelschmiede an dem Punkt angekommen, da ihnen die Ideen ausgehen.“

„‚Cars 2‘ bietet einen fröhlich-bunten Mix aus rasanten Rennszenen und kindgerechten Spionage-Elementen. Die Mischung aus ‚James Bond‘ und ‚The Fast and the Furious‘ im Pixar-Design ist ein fröhlich-überdrehtes Animationsabenteuer, dessen einzelne Elemente leider nie richtig miteinander harmonieren. So fährt ‚Cars 2‘, das die Drehbuch-Schwächen seines Vorgängers geerbt hat, trotz Genre-Rundumerneuerung einmal mehr nicht auf gewohntem Pixar-Niveau.“

Die Deutsche Film- und Medienbewertung FBW in Wiesbaden verlieh dem Film das Prädikat wertvoll.

## Synchronisation
Die deutsche Synchronisation entstand nach einem Dialogbuch von Benedikt Rabanus unter seiner Dialogregie im Auftrag der Film- & Fernseh-Synchron.
| Rolle                                       | Originalsprecher    | Deutscher Sprecher                           | Auto                                                   |
| ------------------------------------------- | ------------------- | -------------------------------------------- | ------------------------------------------------------ |
| Hook (im Original: Mater)                   | Larry the Cable Guy | Reinhard Brock                               | 1955 Chevrolet Task-Force 3800 (Pickup)                |
| Lightning McQueen                           | Owen Wilson         | Manou Lubowski                               | NASCAR-Rennwagen (für den Film gemacht)                |
| Finn McMissile                              | Michael Caine       | Dietmar Wunder                               | Aston Martin DB4 GT Bertone Jet (für den Film gemacht) |
| Holley Shiftwell                            | Emily Mortimer      | Martina Hill                                 | Jaguar XJR-15 (für den Film gemacht)                   |
| Rod „Torque“ Redline                        | Bruce Campbell      | Jan Odle                                     | 2010 Dodge Challenger                                  |
| Professor Zündapp                           | Thomas Kretschmann  | Thomas Kretschmann                           | 1957 Zündapp Janus                                     |
| Luigi                                       | Tony Shalhoub       | Rick Kavanian                                | 1960 Fiat Nuova 500                                    |
| Max/Sebastian Schnell                       | keiner              | Sebastian Vettel                             | Mercedes-Benz C-Klasse Tourenwagen.                    |
| Jeff Gorvette                               | Jeff Gordon         | keiner (im Dialog durch Max Schnell ersetzt) | 2005 Chevrolet Corvette C6.R                           |
| Chris Dinner (im Original: Darrell Cartrip) | Darrell Waltrip     | Christian Danner                             | 1977 Chevrolet Monte Carlo                             |
| Brent Mustangburger                         | Brent Musburger     | Kai Ebel                                     | 1965er Ford Mustang Coupe                              |
| Sally                                       | Bonnie Hunt         | Bettina Zimmermann                           | 2002er Porsche 911 Carrera [996]                       |
| Minivan Minnie                              | Edie McClurg        | Christina Surer                              | Ford Windstar                                          |
| Grem / Grimm                                | Joe Mantegna        | Dirk Galuba                                  | 1974 AMC Gremlin                                       |
| Pacer                                       | Peter Jacobson      | Tobias Lelle                                 | 1975 AMC Pacer                                         |
| Verschiedene Rollen                         |                     | Kathrin Fricke                               |                                                        |
| Francesco Bernoulli                         | John Turturro       | Walter von Hauff                             | Formel-1-Rennwagen (für den Film gemacht)              |
| Raoul CaRoule                               |                     | Jean-Yves de Groote                          | Citroën C4 WRC                                         |
| Onkel Topolino                              | Franco Nero         | Norbert Gastell                              | Fiat 500 A Topolino                                    |
| Sir Miles Axlerod                           | Eddie Izzard        | Christian Weygand                            | Range Rover (für den Film gemacht)                     |
| Siddeley                                    | Jason Isaacs        | Claus-Peter Damitz                           | Gulfstream V                                           |
| Victor Hugo                                 | Stanley Townsend    |                                              | Zastava Yugo                                           |
| Vladimir Trunkov                            | Stanley Townsend    | Hartmut Neugebauer                           | SAS-968 A „Saporoshez“                                 |
| Tomber                                      | Michel Michelis     | Thomas Albus                                 | Reliant Regal                                          |
| Lewis Hamilton                              | Lewis Hamilton      | Lewis Hamilton                               | 2010 McLaren MP4-12C                                   |
| David Hobbscap                              | David Hobbs         | Michael Schwarzmaier                         | 1961 Jaguar E-Type                                     |
| Mel Dorado                                  | Patrick Walker      | Michael Brennicke                            | 1975 Cadillac Fleetwood Eldorado                       |
| Otis                                        | Jeff Garlin         | Axel Scholtz                                 | Lada Nova (für den Film gemacht)                       |

## Fortsetzung
Eine Fortsetzung hatte am 16. Juni 2017 Premiere.

## Trivia
- Der Vorfilm ist ein Toy Story Toon namens Urlaub auf Hawaii.
- Im Film ist die Spitze des Eiffelturms eine Zündkerze, während der Bogen einem Speichenrad nachempfunden ist.
- Der Big Ben heißt im Film Big Bentley.
- Die von YouTube bekannte Kathrin Fricke (bekannt als Coldmirror) hat mehrere Statisten-Sprechrollen im Film.
- Ursprünglich sollte Finn McMissile, der Geheimagent, bereits im ersten Film Cars erscheinen – in einer geplanten Szene, die aber nicht umgesetzt wurde: Lightning McQueen und Sally sollten in ein Drive-In-Kino fahren, in dem ein James-Bond-artiger Film über einen Geheimagenten namens Finn McMissile laufen sollte.[16]
- Die Figur des Schiffs Crabby basiert auf dem real existierenden Schiff Northwestern, bekannt aus der Dokuserie Der gefährlichste Job Alaskas. In der Originalfassung des Films wurde Crabby vom Kapitän des Schiffs, Sig Hansen, synchronisiert.[17]
- Die Wachschiffe bei den Bohrinseln basieren auf einem Littoral Combat Ship der Independence-Klasse, einem neuen Schiffstyp der US-Navy.
- Der britische Geheimagent McMissile wird in der deutschen Synchronisation vom Sprecher des James-Bond-Darstellers Daniel Craig, Dietmar Wunder, gesprochen.
- Die im Film deutlich als Saporoshez erkennbaren Charaktere werden im Verlauf der Handlung von den anderen Protagonisten als Moskvitze identifiziert, was auf die ebenfalls aus der früheren Sowjetunion stammenden Moskwitsch-Typen Bezug nimmt. Die jeweiligen Herstellerwerke hatten aber über die im früheren Ostblock und speziell auch innerhalb des sowjetischen Staatssystems bestehenden üblichen politisch-wirtschaftlichen Verflechtungen hinaus keine echten Verbindungen zueinander. Gemeinsamkeiten zwischen den zeitgenössischen Baureihen der beiden Hersteller SAS aus dem ukrainischen Saporischschja und AZLK (bzw. MZMA oder KIM) aus dem russischen Moskau bestehen weder optisch noch konzeptionell, sondern sie beschränken sich eigentlich nur auf das Herkunftsland Sowjetunion.
- Als Schutzkräfte der Bösewichte werden mehrere dem Zastava Yugo nachempfundene Autos gezeigt. „Hugo“ genannt, klingt der Name in der englischsprachigen Fassung wie „Yugo“. Zur Hugo-Familie gehören unter anderem Alexander und Victor. Gegenüber dem realen Yugo sind die Hugos unter anderem mit geändertem Markenlogo, eckigen Doppelscheinwerfern und geändertem Frontgrill dargestellt.
- Während der Verfolgungsjagd auf dem Flughafen nutzt einer der Gegner ein Maxim-Maschinengewehr.
- Das Budget für diesen Film war rund 200 Mio. US-Dollar. Das Einspielergebnis betrug rund 562 Mio. US-Dollar.[18]